# 71-142
71-142は、ロシア連邦の輸送用機器メーカーであるウスチ＝カタフスキー車両製造工場が展開する路面電車車両。車内全体が低床構造となっている超低床電車で、"フェニックス（решение）"の愛称を持つ。

## 概要
車内全体が低床構造となっている連接車。従来ウスチ＝カタフスキー車両製造工場が展開していた、車内の一部が低床構造である形式と比べて乗客の往来が容易になっている他、車内にステップが存在しない事で定員数の増加も実現している。車体や機器の設計はモジュール構造が取り入れられており、最短2車体、最長9車体まで顧客の需要に応じた様々な編成を組む事が出来る他、片方向形（片運転台、乗降扉は片側に設置）や両方向形（両運転台、乗降扉は両側に設置）など各種線形条件にも対応可能である。
台車は低床構造に対応した新設計の独立車輪構造が用いられ、従来の車軸付き台車と比べて車内の通路の幅が30 %拡大している。また、振動や騒音を抑制する「アンチ・スクリップ（АНТИСКРИП）」システムの導入も行われている。
これらの車両設計は元々サンクトペテルブルクに工場を有していたペテルブルク路面電車機械工場（Петербургский трамвайно-механический завод、ПТМЗ）によって行われていたもので、同社が破産した後にウスチ＝カタフスキー車両製造工場が開発を受け継いだ経歴を持つ。

## 運用
2019年、ウスチ＝カタフスキー車両製造工場はノヴォクズネツクの路面電車・ノヴォクズネツク市電が導入予定の9両の新型車両に関する受注を獲得した事を発表した。そのうち2両は2車体連接式の71-142で、ウスチ＝カタフスキー車両製造工場からの技術支援の元、ティターン・バリカディ（«Титан-Баррикады»）がヴォルゴグラードに有する工場で作られる。2019年から製造が始まっており、7両の部分低床式ボギー車（71-623）と共に翌2020年7月の運行開始を予定している。また、これらの車両には「クズバス」（«Кузбасс»）と言う愛称が付けられている。